# Schloss Neubronn (Abtsgmünd)

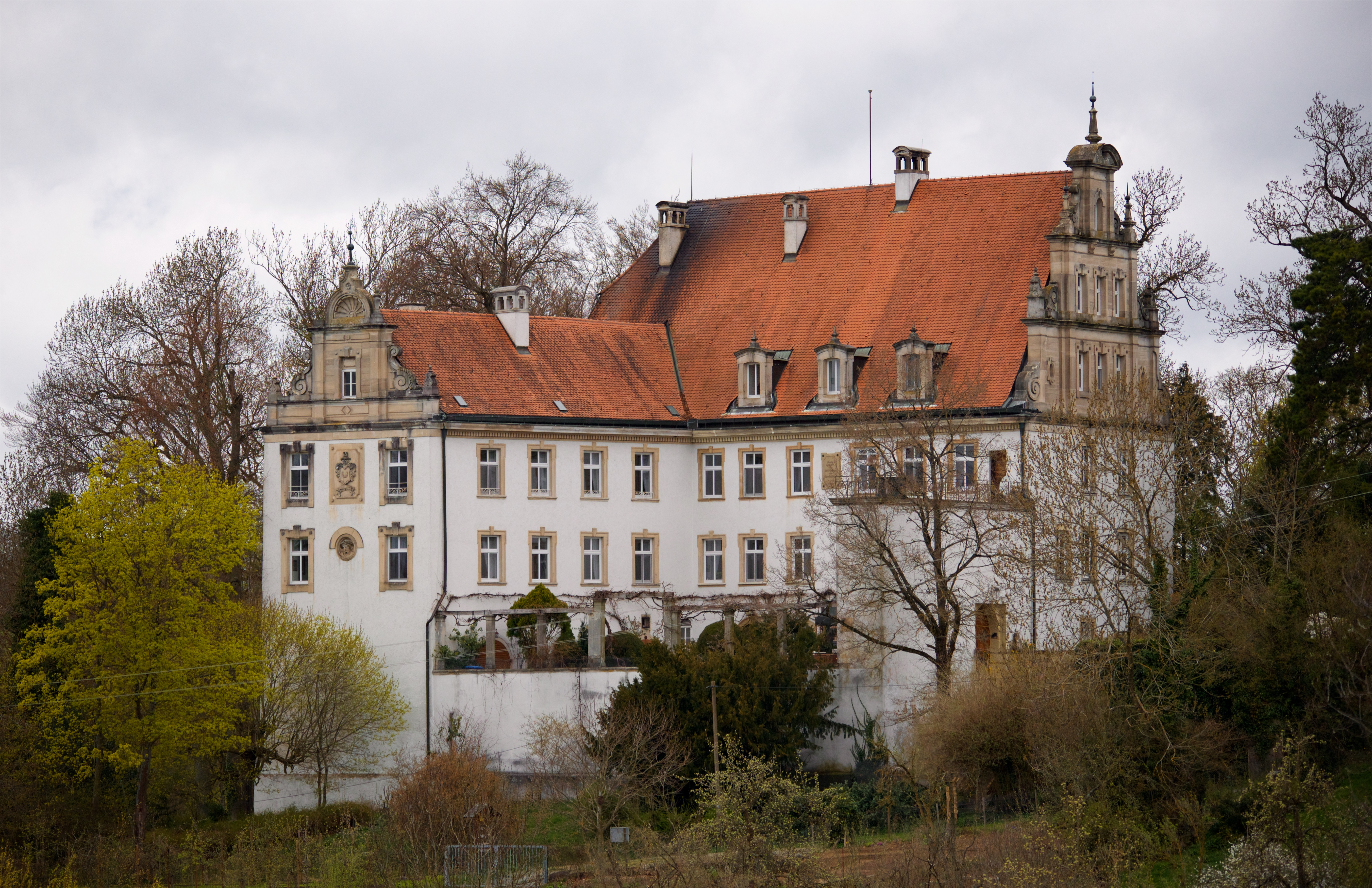
Schloss Neubronn

Schloss Neubronn ist ein Neorenaissance-Schlösschen in Neubronn, einem Ortsteil der Gemeinde Abtsgmünd im baden-württembergischen Ostalbkreis. Der zweiflügelige Adelssitz (Schloßgasse 12) wurde im 18. Jahrhundert an dem Standort einer mittelalterlichen Burg errichtet. Das Anwesen kam im 20. Jahrhundert in die Hand von Bürgerlichen. Es ist in Privatbesitz und kann nicht besichtigt werden.

## Geschichte
Das Vorgängerbauwerk Burg Neubronn wurde erstmals 1376 in einem Gerichtsdokument erwähnt, als das Landgericht dem Kloster Ellwangen Veste, Gericht, Leute, Dorf und Felder zusprach. Bald darauf (1385) verkaufte Ellwangen Nuwenbrunnen, den Burgstall, Baumgärten, Holzungen und Leute für 786 Gulden an Cunrat Adelmann. Dieser zog daraufhin mit seiner Familie nach Neubronn und nahm seinen Wohnsitz auf der Burg. Bis ins 17. Jahrhundert blieb die Burg im Besitz der Adelmann von Adelmannsfelden und kam durch eine Heirat 1638 an die Herren von Woellwarth. 1732 ließ Sebastian von Woellwarth die Burg in ein zweiflügeliges Schloss umgestalten. Er heiratete die entfernte Verwandte Friederike Caroline von Woellwarth-Essingen. Da die Söhne früh starben, fiel das Schloss an die drei Töchter und die Schwiegersöhne von Bose, von Werneck und von Gemmingen. Alleine der Freiherr von Bose veräußerte seinen Anteil an seine Schwager und schied aus der Erbengemeinschaft aus. Durch weitere Erbfälle zersplitterte der Besitz weiter. 1854 bestand die Eigentümergemeinschaft aus Henriette von Uechtritz (geb. von Werneck) und den Nachfahren derer von Gemmingen. Da keiner der Miterben in Neubronn wohnte, wurde der weitläufige Schlossgarten nicht mehr gepflegt. Später gelang es den Freiherren von Gemmingen, den Besitz wieder in ihren Händen zu vereinigen. Um 1870 wurde das Schloss im Stil der Neorenaissance umgestaltet. 1898 erwarb die Gemeinde Neubronn das Anwesen und verkaufte es 1911 an Walter Schuster. Dieser veräußerte 1934 an den Landwirt Walter Hahn. Von diesem erwarb es 1970 die Familie Schwörer. Es ist bis heute in Privatbesitz.

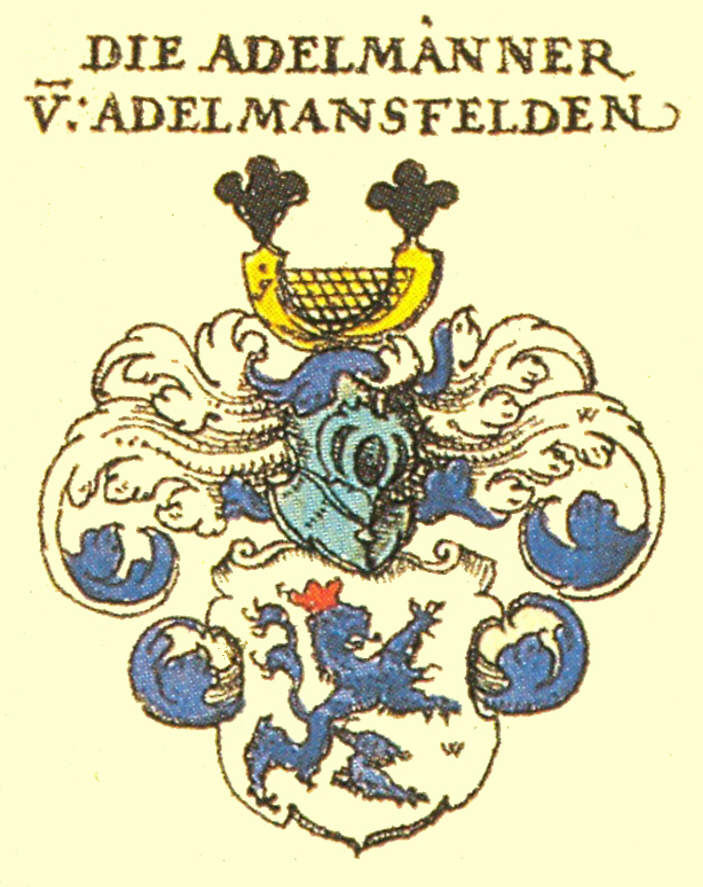
Wappen der Adelmann von Adelmannsfelden
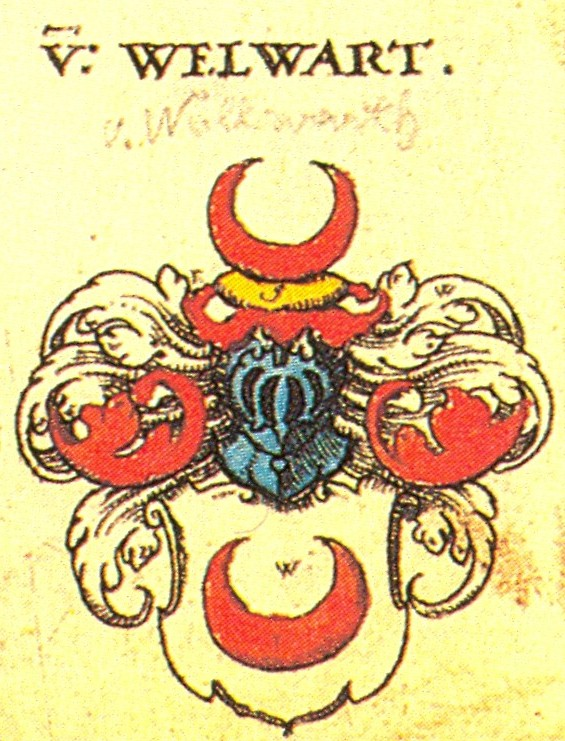
von Woellwarth
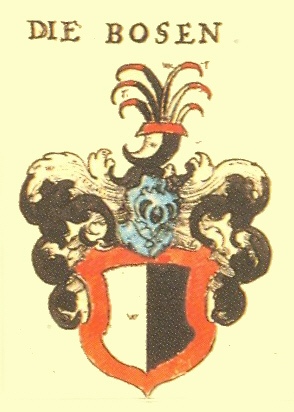
von Bose
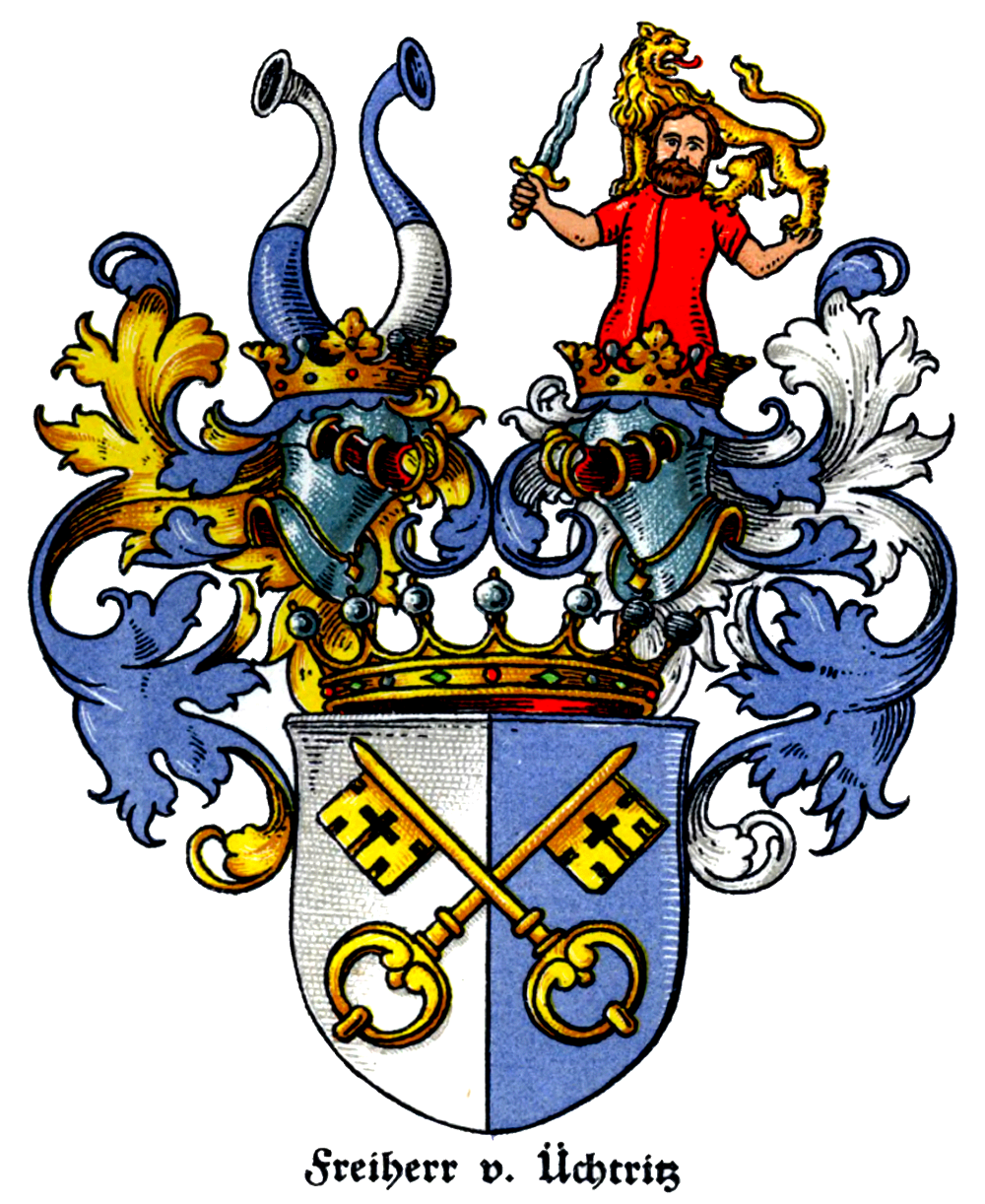
von Uechtritz
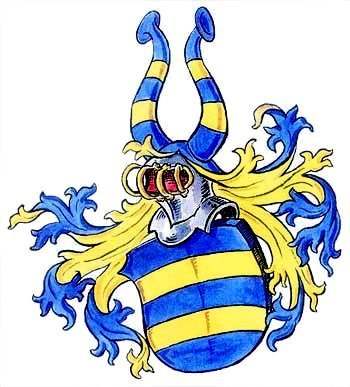
von Gemmingen